# 安德烈娅·菲奥罗尼
安德烈娅·菲奥罗尼（義大利語：Andrea Fioroni，1969年1月11日—），阿根廷女子曲棍球运动员。她曾代表阿根廷参加1987年泛美运动会曲棍球比赛，获得一枚金牌。她也曾出战1988年夏季奥运会。